# Маркелова (Красноярский край)
Маркелова — исчезнувшая деревня в Абанском районе Красноярского края России. Входила в состав Покатеевского сельсовета.

## История
Деревня Маркелова была основана в 1908 году. До 4 апреля 1924 года входила в состав Шелаевской волости Канского уезда Енисейской губернии. По данным 1929 года в деревне имелось 30 хозяйств и проживало 144 человека (в основном — русские). Административно деревня входила в состав Покатеевского сельсовета Абанского района Канского округа Сибирского края.

## География
Деревня находилась в восточной части района, на левом берегу реки Панакачет (левый приток реки Бирюса), на расстоянии приблизительно 79 километров (по прямой) к востоку-северо-востоку (ENE) от посёлка Абан, административного центра района.